# Етав ет Бокјо
Етав ет Бокјо (фр. Etaves-et-Bocquiaux) насеље је и општина у североисточној Француској у региону Пикардија, у департману Ен (Пикардија) која припада префектури Сен Кентен.
По подацима из 2011. године у општини је живело 569 становника, а густина насељености је износила 41,56 становника/km². Општина се простире на површини од 13,69 km². Налази се на средњој надморској висини од 140 метара (максималној 160 m, а минималној 92 m).

## Демографија
| 1962. | 1968. | 1975. | 1982. | 1990. | 1999. | 2011. |
| ----- | ----- | ----- | ----- | ----- | ----- | ----- |
| 712   | 733   | 708   | 668   | 636   | 615   | 569   |

График промене броја становника у току последњих година